# Brian K. Vaughan
Brian K. Vaughan (* 17. července 1976, Cleveland, Ohio) je americký komiksový a televizní scenárista, známý pro své autorské komiksové série Y: Poslední z mužů, Ex Machina a Sága. V roce 2015 byl uveden do Komiksové síně slávy na předávání cen Eisner Awards. Série Y: Poslední z mužů byla oceněna dvěma cenami Eisner Award. Série Sága dokonce šesti cenami Eisner Award a cenou Hugo.
Vaughan byl také scenárista a producent třetí až páté série seriálu Ztraceni (2006–2009). Za práci na seriálu byl nominován na cenu Writers Guild of America Award. Od roku 2013 je showrunnerem seriálu Pod kupolí.

## Česky vydané komiksy
V České republice vydaly komiksy Briana Azzarella nakladatelství BB/art, CREW a Comics Centrum.
- Y: Poslední z mužů (s Pia Guerra, 2008–2014)
  - 2008 – Y: Poslední z mužů 1: Jako jeden muž, (#1–5, 2003).
  - 2010 – Y: Poslední z mužů 2: Cykly, (#6–10, 2003).
  - 2010 – Y: Poslední z mužů 3: Malý krok pro lidstvo, (#11–17, 2004).
  - 2011 – Y: Poslední z mužů 4: Heslo, (#18–23, 2004).
  - 2011 – Y: Poslední z mužů 5: V kruhu, (#24–31, 2005).
  - 2012 – Y: Poslední z mužů 6: Holky s holkama, (#32–36, 2005).
  - 2012 – Y: Poslední z mužů 7 - Zvláštní vydání, (#37–42, 2006).
  - 2013 – Y: Poslední z mužů 8 - Dračice v kimonu, (#43–48, 2006).
  - 2013 – Y: Poslední z mužů 9 - Matka Země, (#49–54, 2007).
  - 2014 – Y: Poslední z mužů 10 - Odpovědi, (#55–60, 2008).

- 2010 – Smečka z Bagdádu, (s Niko Henrichon, Pride of Baghdad, 2006)

- Sága (2015–2019):
  - 2015 – Sága 1, (s Fiona Staples, Saga #1–6, 2012)
  - 2016 – Sága 2, (s Fiona Staples, Saga #7–12, 2013)
  - 2016 – Sága 3, (s Fiona Staples, Saga #13–18, 2014)
  - 2017 – Sága 4, (s Fiona Staples, Saga #19–24, 2014)
  - 2017 – Sága 5, (s Fiona Staples, Saga #25–30, 2015)
  - 2017 – Sága 6, (s Fiona Staples, Saga #31–36, 2016)
  - 2018 – Sága 7, (s Fiona Staples, Saga #37–42, 2017)
  - 2018 – Sága 8, (s Fiona Staples, Saga #43–48, 2017)
  - 2019 – Sága 9, (s Fiona Staples, Saga #49–54, 2018)
  - 2023 – Sága 10, (s Fiona Staples, Saga #55–60, 2022)

- Paper Girls (2021–...):
  - 2021 – Paper Girls, kniha první, (s Cliff Chiang, Paper Girls #1–10, 2015–16)
  - 2022 – Paper Girls, kniha druhá, (s Cliff Chiang, Paper Girls #11–20, 2017–18)
  - 2022 – Paper Girls, kniha třetí, (s Cliff Chiang, Paper Girls #21–30, 2018–19)

- 2015 – Ultimátní komiksový komplet #047: Doctor Strange: Přísaha, (s Marcos Martín, Doctor Strange: The Oath #1–5, 2006)
- 2019 – Nejmocnější hrdinové Marvelu #065: Runaways, (s Adrian Alphona, Runaways (Vol. 1) #1–6, 2003)
- 2019 – Nejmocnější hrdinové Marvelu #088: Cyclops, (s Mark Texeira, Marvel Icons: Cyclops #1–4, 2001)

### Dobová tabulka prodeje vybraných komiksů Vaughana
| Název                                        | Číslo                    | Rok     | Prodej v USA | Cena za kus | Vydavatel      | Zdroj |
| -------------------------------------------- | ------------------------ | ------- | ------------ | ----------- | -------------- | ----- |
| Dr. Strange: The Oath (Dr. Strange: Přísaha) | Dr. Strange: The Oath #1 | 10/2006 | 40 262 ks    | 2,99 $      | Marvel Comics  |       |
| Dr. Strange: The Oath (Dr. Strange: Přísaha) | Dr. Strange: The Oath #2 | 11/2006 | 29 822 ks    | 2,99 $      | Marvel Comics  |       |
| Dr. Strange: The Oath (Dr. Strange: Přísaha) | Dr. Strange: The Oath #3 | 12/2006 | 27 044 ks    | 2,99 $      | Marvel Comics  |       |
| Dr. Strange: The Oath (Dr. Strange: Přísaha) | Dr. Strange: The Oath #4 | 1/2007  | 26 178 ks    | 2,99 $      | Marvel Comics  |       |
| Dr. Strange: The Oath (Dr. Strange: Přísaha) | Dr. Strange: The Oath #5 | 2/2007  | 25 661 ks    | 2,99 $      | Marvel Comics  |       |
| Pride of Baghdad (Smečka z Bagdádu)          | Kniha                    | 9/2006  | 10 733 ks    | 19,99 $     | Vertigo Comics |       |
| Pride of Baghdad (Smečka z Bagdádu)          | Kniha                    | 10/2006 | 3 975 ks     | 19,99 $     | Vertigo Comics |       |
| Saga (Sága)                                  | průměrně na číslo        | 2012    | 35 763 ks    | 2,99 $      | Image Comics   |       |
| Saga (Sága)                                  | průměrně na číslo        | 2013    | 52 334 ks    | 2,99 $      | Image Comics   |       |
| Saga (Sága)                                  | průměrně na číslo        | 2014    | 55 491 ks    | 2,99 $      | Image Comics   |       |
| Saga (Sága)                                  | průměrně na číslo        | 2015    | 59 112 ks    | 2,99 $      | Image Comics   |       |
| Saga Vol. 1 (Sága 1)                         | Kniha (Saga #1–6)        | 2012–15 | 183 620 ks   | 9,99 $      | Image Comics   |       |
| Saga Vol. 2 (Sága 2)                         | Kniha (Saga #7–12)       | 2013–15 | 117 455 ks   | 14,99 $     | Image Comics   |       |
| Saga Vol. 3 (Sága 3)                         | Kniha (Saga #13–18)      | 2014–15 | 91 726 ks    | 14,99 $     | Image Comics   |       |
| Saga Vol. 4 (Sága 4)                         | Kniha (Saga #19–24)      | 2014–15 | 72 018 ks    | 14,99 $     | Image Comics   |       |
| Saga Vol. 5 (Sága 5)                         | Kniha (Saga #25–30)      | 2015    | 49 758 ks    | 14,99 $     | Image Comics   |       |
| We Stand On Guard                            | We Stand On Guard #1     | 7/2015  | 78 690 ks    | 2,99 $      | Image Comics   |       |
| We Stand On Guard                            | We Stand On Guard #2     | 8/2015  | 51 848 ks    | 2,99 $      | Image Comics   |       |
| We Stand On Guard                            | We Stand On Guard #3     | 9/2015  | 44 050 ks    | 2,99 $      | Image Comics   |       |
| We Stand On Guard                            | We Stand On Guard #4     | 10/2015 | 40 197 ks    | 2,99 $      | Image Comics   |       |
| We Stand On Guard                            | We Stand On Guard #5     | 11/2015 | 37 227 ks    | 2,99 $      | Image Comics   |       |

### Marvel Comics
- X-Men
  - Tales from the Age of Apocalypse #2: "Sinister Bloodlines" (s John Francis Moore, Steve Epting a Nick J. Napolitano, 1996)
  - Cable #43: "Broken Soldiers" (s Todd Dezago, Randy Green a Chap Yaep, 1997)
  - Wolverine #131: "It Fell to Earth" (s Todd Dezago and Cary Nord, 1998)
  - X-Men Unlimited #22: "Cat & Mouse" (s Patrick Gleason, 1999)
  - Icons: Cyclops #1–4: "Odyssey" (s Mark Texeira, 2001)
  - Icons: Chamber #1–4: "The Hollow Man" (s Lee Ferguson, 2002–2003)
  - X-Men 2 Movie Prequel: Wolverine (s Tom Mandrake, one-shot, 2003)
  - Mystique #1–13 (s Jorge Lucas, Michael Ryan a Manuel Garcia, 2003–2004)
  - Ultimate X-Men #46–65 (s různými kreslíři, 2004–2006)
  - Logan #1–3 (s Eduardo Risso, 2008)
- Ka-Zar Annual '97: "The Shadow of Death" (s Walter A. McDaniel, 1997)
- What If…? #112: "New York... The New Savage Land... No Escape!" (s Koi Turnbull, 1998)
- Captain America: Sentinel of Liberty #5 a 7 (1999)
- The Hood #1–6 (s Kyle Hotz, 2002)
- 411 #2: "The Clarion Call" (s Leonardo Manco, 2003)
- Runaways #1–24 (s Adrian Alphona a Takeshi Miyazawa, 2003–2007)
- Spider-Man/ Doctor Octopus: Negative Exposure #1–5 (s Staz Johnson, 2003–2004)
- Dr. Strange: The Oath #1–5 (s Marcos Martín, 2006–2007)

### DC Comics
- Gotham City Secret Files: "Skull-Duggery" (s Marcos Martín, 2000)
- Wonder Woman v2 #160–161: "A Piece of You" (s Scott Kolins, 2000)
- Batman #588–590: "Close Before Striking" (s Scott McDaniel, 2001)
- Detective Comics #787: "Mimsy were the Borogoves" (s Rick Burchett, 2003)
- The Titans #14: "Chain of Command" (s Devin Grayson a Cully Hamner, 2000)
- Young Justice – Sins of Youth (2000)
- JLA Annual #4: "Ruins" (s Steve Scott, 2000)
- Superman Annual #12: "Whispers of the Earth" (s Francisco Gerardo Haghenbeck, Oscar Pinto a Carlo Barberi, 2000)
- Green Lantern: Circle of Fire #1–2 (s Norm Breyfogle a Robert Teranishi, 2000)
- Green Lantern/Adam Strange: "We Rann All Night" (s Cary Nord, one-shot, 2000)
- Green Lantern/Atom: "Unusual Suspects" (s Trevor McCarthy, one-shot, 2000)
- 9-11 Volume 2: "For Art's Sake" (s Pete Woods, 2002)

### Vertigo
- Swamp Thing vol 3 #1–20 (s Roger Petersen a Giuseppe Camuncoli, 2000–2001)
- Y: The Last Man #1–60 (s Pia Guerra a Goran Sudžuka, 2002–2008)
- Pride of Baghdad (s Niko Henrichon, 2006)

### Image Comics
- Noble Causes: Extended Family #1: "The Widow" (s Mitch Breitweiser, 2003)
- Saga #1-54 (s Fiona Staples, 2012–2019)
- We Stand On Guard #1-6 (s Steve Skroce, 2015)
- Paper Girls #1-30 (s Cliff Chiang, 2015-2019)
- Barrier #1-5 (s Marcos Martin a Muntsa Vicente, 2018)

### Dark Horse Comics
- Michael Chabon Presents: The Amazing Adventures of the Escapist #3: "To Reign in Hell" (s Roger Petersen, 2004)
- The Escapists #1–6 (s Eduardo Barreto, Philip Bond, Jason Shawn Alexander a Steve Rolston, 2006)
- Buffy the Vampire Slayer Season Eight #6–9: "No Future for You" (s Georges Jeanty, 2007)

### Wildstorm
- Ex Machina #1–50 (s Tony Harris, Chris Sprouse a John Paul Leon, 2004–2010)
- Tom Strong #28: "A Fire in His Belly" (s Peter Snejbjerg, America's Best Comics, 2004)
- Midnighter #7: "Fait Accompli" (s Darick Robertson, 2007)

## Ostatní díla

### Televize
- Ztraceni (2006–2009)[1][2]
  - 3.17 – "Catch-22" – 18. dubna 2007 (s Jeff Pinkner)
    - Missing Piece #3 (PC #101) – "King of the Castle" – 20. listopadu 2007
    - Missing Piece #5 (PC #106) – "Operation: Sleeper" – 3. prosince 2007

  - 4.02 – "Confirmed Dead" – 7. února 2008 (s Drew Goddard)
  - 4.08 – "Meet Kevin Johnson" – 20. března 2008 (s Elizabeth Sarnoff)
  - 4.09 – "The Shape of Things to Come" – 24. dubna 2008 (s Drew Goddard)
  - 5.04 – "The Little Prince" – 4. února 2009 (s Melinda Hsu Taylor)
  - 5.09 – "Namaste" – 18. března 2009 (s Paul Zbyszewski)
  - 5.12 – "Dead is Dead" – 8. dubna 2009 (s Elizabeth Sarnoff)
- Pod kupolí (2013–)

### Filmy
- Y: The Last Man (scénář)[3]
- Ex Machina[4]
- Roundtable (scénář)